# 南半球

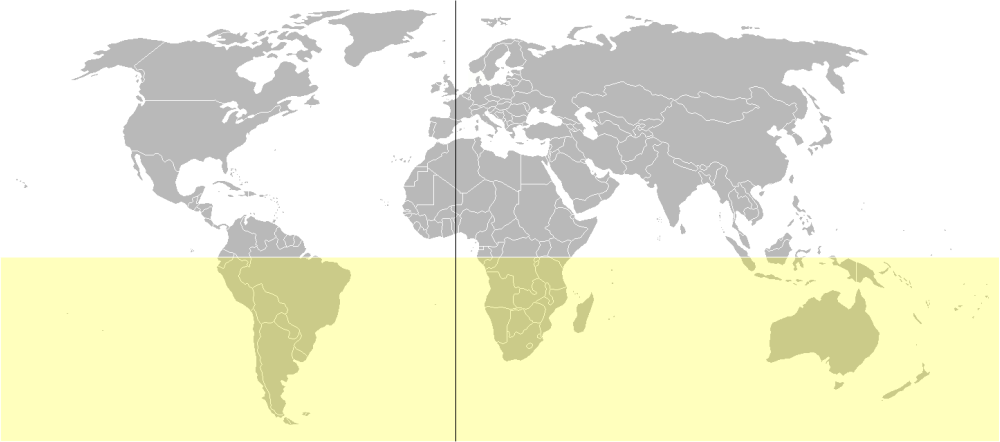
南半球（黄色に塗られた範囲）

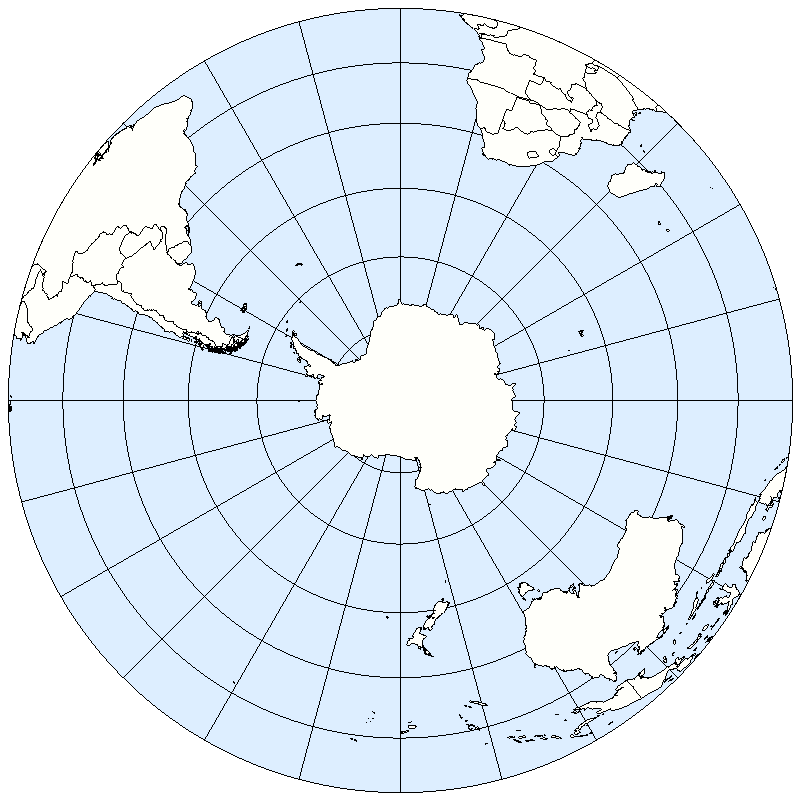
南半球 円周が赤道に相当する

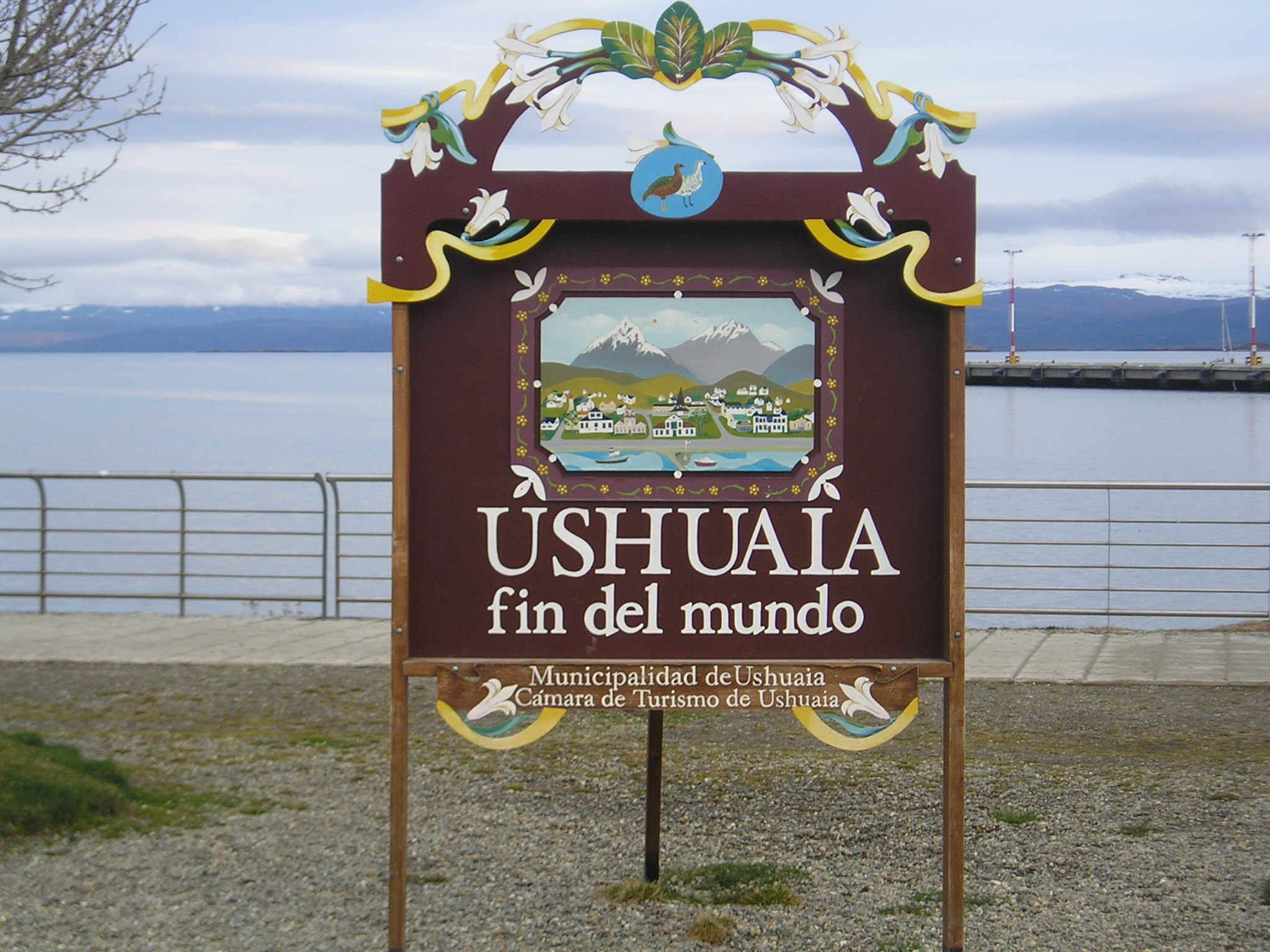
伝説のポスター「ウシュアイア、世界の果て」。アルゼンチンのウシュアイアは世界最南端の都市。

南半球（みなみはんきゅう）とは、地球を含む惑星上などで赤道より南の部分を指す。以下、特に断らない限り地球の南半球について述べる。
南半球には、南アメリカ大陸の約6/7、アフリカ大陸の半分未満、オーストラリア大陸、南極大陸がある。六大州としては、南アメリカ、オセアニア、アフリカ、アジアがある。地球上の陸地面積のうち、32.4%（4861万平方km）を南半球が占める。

## 特徴
南半球は北半球と比べ海洋の占める面積比率が大きく、南半球の81.6%を海洋が占める。特に南緯50度から60度にかけては99%が海洋である。この区域には陸地が少なく、遮るもののない洋上に絶えず強風が吹き荒れるため、古くから航海の難所として恐れられている。そのため、この海域を指して吠える40度・狂う50度・絶叫する60度と呼ぶことがある。また、こういった理由により亜寒帯の地域が存在しない。

## 北半球との違い
- 季節が逆転する。（例えば北半球が夏のとき、南半球は冬である。）
- 太陽が東から出て「北」を経由して西に沈む。
- 雲や水の渦巻きが逆回転になる（ただし、熱帯低気圧レベルの地球規模での現象で、浴槽や洗面台の水流の渦は無関係である。詳細はコリオリの力#現象を参照）。
- 気候区分における亜寒帯がない。北半球で亜寒帯に相当する緯度に陸地が存在しないからである。そのため温帯から海を越えてすぐに寒帯となる。